# Тойокоро

42°48′4″ пн. ш. 143°30′21″ сх. д. / 42.80111° пн. ш. 143.50583° сх. д.
Тойокоро́ (яп. 豊頃町, とよころちょう, МФА: [tojokoɾo t͡ɕoː]) — містечко в Японії, в повіті Накаґава округу Токаті префектури Хоккайдо. Станом на 1 жовтня 2008 року площа містечка становила 536,52 км². Станом на 31 березня 2017 населення містечка становило 3227 осіб.

## Міста-побратими
- Сома, Японія
- Намерікава, Японія
- Summerland, Канада